# Жена позираща на художник
„Жена позираща на художник“ (на литовски: Moteris pas dailininką) е картина от литовския художник Витаутас Касюлис от 1948 г.
Картината е нарисувана с маслени бои и е с размери 100 x 96 cm. Витаутас Касюлис е един от малкото литовски художници с международно признание. През 1944 г. заминава на специализация в Австрия и Германия. Преподава в училището за изкуства и занаяти във Фрайбург. През 1948 г. се установява във Франция. В картината „Жена позираща на художник“ майсторски пресъздава светлосенките, изисканата хармония на цветовете и спокойната атмосфера в помещението. Творбата излъчва декоративност, загуба на перспективност, гладкост на контурите на предметите, привързаност към светлото и топлите цветове. В произведенията му се забелязва пресъздаване на ежедневния живот, балансиран между фантазия и реалност. Темата за жената в произведенията му е една от най-деликатните теми, които изразява в цялото си творчество.
Картината е част от колекцията на Музея на изкуството във Вилнюс, Литва.